# リシャール・ベリ
リシャール・ベリ（Richard Berry, 1950年7月31日- ）は、フランス・パリ出身の俳優である。

## 略歴
フランスを代表する俳優の一人で、1970年代にデビューするも、注目を浴びたのは1980年代に入ってから。フランス国立高等演劇学校にて演劇を学び、1973年に1等賞で卒業。妻は女優のジェシカ・フォルド。姪のマリルー・ベリは大型新人で、セザール賞の若手女優賞受賞した。娘のジョセフィーヌも女優デビューした。
2001年からは監督業にも乗り出している。

## 代表作

### 出演
- 流血の絆/野望篇 Le Grand pardon, (1982)
- 都会のひと部屋 Une chambre en ville (1982)
- 愛しきは、女/ラ・バランス La Balance (1982)
- ハネムーン・キラー Lune de miel (1985)
- 男と女II Un homme et une femme, 20 ans déjà (1986)
- セ・ラ・ヴィ La Baule-les Pins (1990)
- 熱砂に抱かれて Pour Sacha (1991)
- 流血の絆 Le Grand pardon II (1992)
- 無伴奏「シャコンヌ」 Le Joueur de violon (1994)
- ひとりぼっちの狩人たち L' Appât (1995)
- 不倫の公式 Adultère, mode d'emploi (1995)
- ペダル・ドゥース Pédale douce (1996)
- コルトマルテーズ 皇帝の財宝を狙え! Corto Maltese: La cour secrète des Arcanes (2002) - 声の出演
- ルビー&カンタン Tais-toi! (2003)

### 監督
- ぼくセザール10歳半 1m39cm Moi César, 10 ans 1/2, 1m39 (2003)
- バレッツ L'immortel (2010)　※オレリオ役で出演も